# Tozé Brito
António José Correia de Brito ComM, conhecido por Tozé Brito (Porto, 25 de Agosto de 1951), é um cantor, letrista, compositor, produtor, editor, adminstrador e mentor de projetos musicais português. Foi executivo das editoras Universal Music Portugal (sucessora da PolyGram) e BMG. Presentemente, é director e vice-presidente da Sociedade Portuguesa de Autores.

## Biografia
Nasceu em Ermesinde mas cresceu no Porto, no dia 25 de Agosto de 1951.   Em 1959 inicia os estudos de piano que abandona três anos depois.
Forma o seu primeiro grupo aos quatorze anos. [Começou como guitarrista dos Grupo 4]. Com os Duques subiu a um palco pela primeira vez. Com 15 anos é um dos membros fundadores do grupo Pop Five Music Incorporated como viola baixo e vocalista. O primeiro EP do grupo inclui um original da sua autoria ("You'll See").
Aos 18 anos vai viver para Lisboa para tocar, como músico profissional, no Quarteto 1111. Em 1971 actua com José Cid no conhecido Festival Yamaha - World Popular Song Festival, em Tóquio.
A solo lança, em 1972, o EP "Liberdade" (1972). Participa no Festival RTP da Canção de 1972 com "Se Quiseres Ouvir Cantar".
Os Green Windows, grupo paralelo ao Quarteto 1111, começaram em 1972 no Festival dos Dois Mundos. O grupo era composto por José Cid, Tozé Brito, Moniz Pereira, Mike Sergeant e as mulheres de alguns deles. Cantam em inglês porque há uma tentativa de internacionalização que não chega a ser bem sucedida.
Ainda em 1972 é chamado para fazer a recruta à espera de ingressar no "Alerta Estar" onde eram colocados os artistas. Como o Quarteto 1111 tinha discos proibidos pela censura não consegue entrar nesse serviço e decide partir para Inglaterra. Aí trabalha como tradutor e faz dois anos de Psicologia no Birbeck College da Universidade de Londres. Casa-se e aí nasce a sua primeira filha.
Grava um disco com a cantora Daphne (ex-Música Novarum) no projecto Som Dois que chega a lançar um single com os temas "A um Amigo" e "Irmão na Cor da Alma".
Regressa a Portugal após o 25 de Abril de 1974. É obrigado a fazer a tropa, onde passa todo o ano de 1975. Intensifica o seu trabalho como compositor e autor.
Os Green Windows duraram até 1976 quando decide formar os Gemini com Mike Sergeant, Fá e Teresa Miguel. "Pensando Em Ti", a primeira canção do grupo, foi editada em Dezembro de 1976. O álbum atingiu o galardão de disco de ouro, o mais alto da altura. Foi considerado, tendo em conta as vendas, o compositor português do ano para a revista Billboard.
Em 1977 lança a solo, pela Phonogram, os singles "2010 DC" e "Eu, Tu e o Tempo". Cândido Mota colabora num dos discos.
Os Gemini são os vencedores do Festival RTP da canção, em 1978. O grupo acabará por terminar no ano seguinte.
Participa no Festival RTP da Canção de 1979 com Novo Canto Português. É editado um single em conjunto com um tema das Cocktail. Lança, com Paulo de Carvalho, o álbum "Cantar de Amigos". "Olá, então como vais?" foi um dos maiores sucessos deste disco. Entra para A & R da editora discográfica Polygram.
No ano seguinte, "Cantar de Amigos" é transformado num programa de televisão. "(Mi amor por) Ana", em co-autoria com Paulo de Carvalho e o seu irmão Pedro Correia Brito, é apresentado no Festival de Viña del Mar, no Chile, em 1980.
"Bem Bom" das Doce vence o Festival RTP da Canção em 1982. Edita o disco "Adeus Até Ao Meu Regresso (Apenas oito Canções de Amor)" no ano seguinte. Colabora como autor em vários programas de Herman José.
"Penso em ti, eu sei" de Adelaide Ferreira vence o Festival em 1985. O disco "As noites íntimas de um hotel com estrelas", álbum que assinala os 20 anos de carreira, foi editado em Outubro de 1986. Das onze faixas incluídas só quatro são cantadas. O disco foi feito a lembrar um filme com direito a argumento, realização e diálogos (estes em colaboração de António Tavares Teles). Nas vozes aparecem Adelaide e Fá.
Em 1990 sai da Polygram para dirigir a filial portuguesa da editora BMG Ariola. Foi administrador até Setembro de 1998. Saiu porque os seus patrões estrangeiros lhe exigiram a liderança do mercado nacional a curto prazo, o que julgou irrealista. Em 1999 fundou a Mar, uma estrutura de A&R e produção criada em parceria com a EMI. Lança, numa lista muito desigual, nomes como Lúcia Moniz, Ayamonte, Francisco Mendes e Darrasar.
É convidado para Presidente do Conselho de Administração da Universal Portuguesa (ex-Polygram).
Comemora 35 Anos de Canções com a compilação "... Mas o Mais Importante É o Amor" com nomes como Lúcia Moniz, Marta Plantier, Adelaide Ferreira, Paulo de Carvalho, José Cid, Quarteto 1111, Carlos do Carmo, Simone de Oliveira, Victor Espadinha, Doce, Gemini e Green Windows.
Em 2007, celebra 40 anos de carreira e lança o CD "Vida, canções e amigos" que reúne um conjunto de 40 canções, com música ou letra assinadas por ele ou das quais é co-autor. No final de 2007 deixa a Universal Music Portugal após uma fusão entre a Universal espanhola e a portuguesa, e a passagem da administração para [Madrid].
Desde 2008, Tozé Brito é Administrador da (Sociedade Portuguesa de Autores) e sócio fundador da "MUV"-Movimento de Ideias Criativas, Lda.
Em 2010 foi editado, pela Assírio & Alvim, o songbook "Tozé Brito - 40 Canções - Partituras, letras, Cifras".
Em Maio de 2011 recebeu da Câmara Municipal de Coimbra, enquanto elemento do Quarteto 1111, a medalha de mérito cultural, tendo sido agraciado com nova medalha de mérito cultural a título individual em Junho, pela Câmara Municipal de Cascais. Foi posteriormente homenageado, num espectáculo durante as Festas do Mar, perante 40.000 pessoas, por muitos dos intérpretes que durante mais de 40 anos gravaram e cantam canções de sua autoria.
A comemorar 45 anos de carreira é lançada em 2013 uma compilação da Universal que inclui o inédito "Apenas Mais Um Caso" e canções de outros intérpretes que gravaram canções da sua autoria.
Em Março de 2023 edita em parceria com José Cid o álbum “Tozé Cid”,onde revisitam temas do Quarteto 1111 proibidos pela censura no início dos anos 70, bem como outros que escreveram em conjunto. 

## Reconhecimento
A 17 de maio de 2023, foi agraciado com o grau de Comendador da Ordem do Mérito.
Em 2021 é homenageado no álbum tributo “Tozé Brito (de) Novo”, editado pela Sony, no qual participaram Benjamim, B Fachada, Ana Bacalhau, Mitó, Tiago Bettencourt, Miguel Guedes, Rita Redshoes, Selma Uamusse, Catarina Salinas, Camané, Samuel Úria, Joana Espadinha, António Zambujo e Tomás Wallenstein, pelos seus 55 de carreira e 70 de vida.

## Discografia
Entre a sua discografia encontram-se: 

### Álbuns
- Cantar de Amigos (LP, Polygram, 1979) (com Paulo de Carvalho)
- Adeus Até Ao Meu Regresso (LP, Polygram, 1983)
- As Noites Íntimas de um hotel com estrelas (LP, Polygram, 1986)
- Outrora  (CD, Polygram, 1995)
- A Memória do Amor (CD, Universal, 2018)
- Tozé Brito (de) Novo (CD, Sony, 2021)
- Tozé Cid (CD e LP, Sony, 2023)

### Singles e EPs
- Liberdade (EP, Decca,1971)
- Se Quiseres Ouvir Cantar (Single, Decca, 1972)
- Palhaços/Já Se Faz Tarde (Single, Mel, 1975)
- Palhadacos/Anacronismos (Single, Mel)
- 2010 DC/Palavras Cruzadas (Single, Polydor, 1977) 2063020
- Eu, Tu e o Tempo/Duas cartas, Um Sentir (Single, Polydor, 1977) 2063026
- Novo Canto Português (Single, Polygram, 1979)

### Compilações
- 20 Canções de Tozé Brito (2LP, Polygram, 1982)
- Mas o mais importante é o amor...(CD, Universal Music,2002)
- A Arte e a Música de Tozé Brito (CD, Universal Music, 2004)
- Vida, canções e amigos (CD, Farol, 2007)
- Canções de Tozé Brito (CD, Universal Music, 2012)

## Grupos musicais
Ao longo da sua carreira de cantor, fez parte dos seguintes grupos:
- Pop Five Music Incorporated
- Quarteto 1111
- Green Windows
- Gemini

## Compositor
Tózé Brito iniciou a sua carreira de compositor aos 17 anos, destacando-se a parceria com o poeta Ary dos Santos, que na sua opinião constituiu uma das experiências mais gratificantes.
"Muito mais, embora tenha gravado, como intérprete, três álbuns a solo e vários singles. O que quer dizer que, das 400 canções que eu tenho inscritas na SPA, se calhar umas 100 cantei-as eu e as outras 300 cantaram-nas os tais meus amigos. Aquilo que eu escrevi para outros foi o que teve mais sucesso e há umas dezenas de canções minhas que toda a gente neste país conhece e canta". (in SPAautores)
As suas canções foram cantadas por intérpretes como Carlos do Carmo, Ana Moura, Luís Represas, Doce, Anjos, Cândida Branca Flor, Simone de Oliveira, Paulo de Carvalho, Tonicha, Francisco José, Tony de Matos, José Cid, Marco Paulo, António Pinto Basto, Herman José, Adelaide Ferreira, Dulce Pontes e Lúcia Moniz, entre muitos outros. Escreveu em parceria com autores como José Carlos Ary dos Santos, Joaquim Pessoa, César de Oliveira, António Tavares Teles, António Avelar Pinho,José Cid e Mike Sergeant, entre outros. Escreveu música para teatro de revista, comédias musicais, cinema e televisão. É autor de vários textos para programas de humor de Herman José.
Traduziu do castelhano para o português vários temas de séries de anime transmitidas na RTP, tais como A Abelha Maia, Jacky, O Urso de Tallac ,Bana e Flapi ou Dartacão. Fez uma tradução livre do alemão para o português das canções do anime Vickie o Viking, e fez a composição original portuguesa para a série de anime Fábulas da Floresta Verde.

## Comentários
"Estava preparado, como todos os músicos em Portugal, para me aguentar uns anos e acabar num casino qualquer." (in DNA)
"Nunca senti que tivesse grande vocação para cantor. Como músico ainda me diverti um bom bocado."
Eu nunca fiz censura estética. Acho que este é o termo exacto. Nunca tive a preocupação de pensar "não vou escrever coisas para esta pessoa porque aquilo que ela faz não me agrada". Não. Vi sempre as coisas ao contrário, isto é, não abdico duma determinada linha, que é a minha, e se a pessoa conseguir adaptar-se à minha canção, muito bem. Ou seja: escrevi algumas canções para pessoas com que não me identifico de todo, em termos estéticos, em termos musicais. No entanto, aceitei esses pedidos, sempre. (...) Foi o que se passou com o Clemente, com o Dino Meira... Eram pessoas que, desde que me pedissem uma canção, eu era incapaz de os tratar de uma forma diferente da maneira como tratei os outros. (in SPA)
"Há dias em que me apetece pegar na guitarra e compor. Ou pegar numa folha de papel e escrever uma letra”, impulsionado sabe-se lá porquê:“Às vezes a ver um filme, uma simples frase de um actor, é o suficiente para me fazer levantar como uma mola. E quantas vezes aconteceu..."
Os Pop Five antes de gravar discos andavam na estrada, a tocar em bailes, festas de finalistas, queimas das fitas - era o circuito que havia. E um dia alguém nos achou graça e convidou-nos para gravar um disco na Arnaldo Trindade - uma editora que tem responsabilidades sérias na promoção da boa música portuguesa.